# Xavier d'Haucourt
Pour les articles homonymes, voir Haucourt.
Marie Théophile Joseph Xavier (ou d'Haucour) est un magistrat et historien français.

## Biographie
Il est notamment président de chambre à la Cour d'appel de Rennes. 
Connu pour ses travaux sur l'histoire de la Bretagne, il participe activement à la Société archéologique et historique d'Ille-et-Vilaine. 
En reconnaissance de ses contributions, il a été nommé chevalier de la Légion d'honneur en 1932 et a reçu le prix d'Académie en 1933. En dehors de ses travaux écrits, il a fait des dons à des institutions culturelles locales, illustrant son intérêt pour la préservation du patrimoine.

## Publications
- Les États de Bretagne sous l'ancien régime - 1892
- Le Parlement de Bretagne - 1893
- Histoire de la ville de Sens - 1911
- Ce qu'il faut savoir en matière de loyers. La Législation actuelle des loyers d'habitation et professionnels au 1er août 1927. (Commentaire de la loi du 21 juillet 1927 sur le droit de reprise) - 1928
- Le Palais de Justice de Rennes et la Cour de Parlement de Bretagne - 1932,  ré-édité en 1994 (avec Georges Nitsch)
- La Loi du 8 avril 1933, autorisant au profit du fermier la révision des prix des baux à ferme. Texte et commentaire. (3e édition) - 1933
- A travers l'exposition et l'histoire du vieux Cahors - 1935
- Une dynastie de "non-originaires" au Parlement de Bretagne: la famille Des-Cartes (1585-1736) - 1939

## Distinctions
Xavier d'Haucourt est nommé au grade de chevalier de l'ordre national de la Légion d'honneur.